# أوبثكية أوروبية
أوبثكية أوروبية (الاسم العلمي: Eupithecia europaea) هي نوع من الحشرات تتبع جنس الأوبثكية من الفصيلة الأرفية.